# Ordynacja Obrzycka Raczyńskich

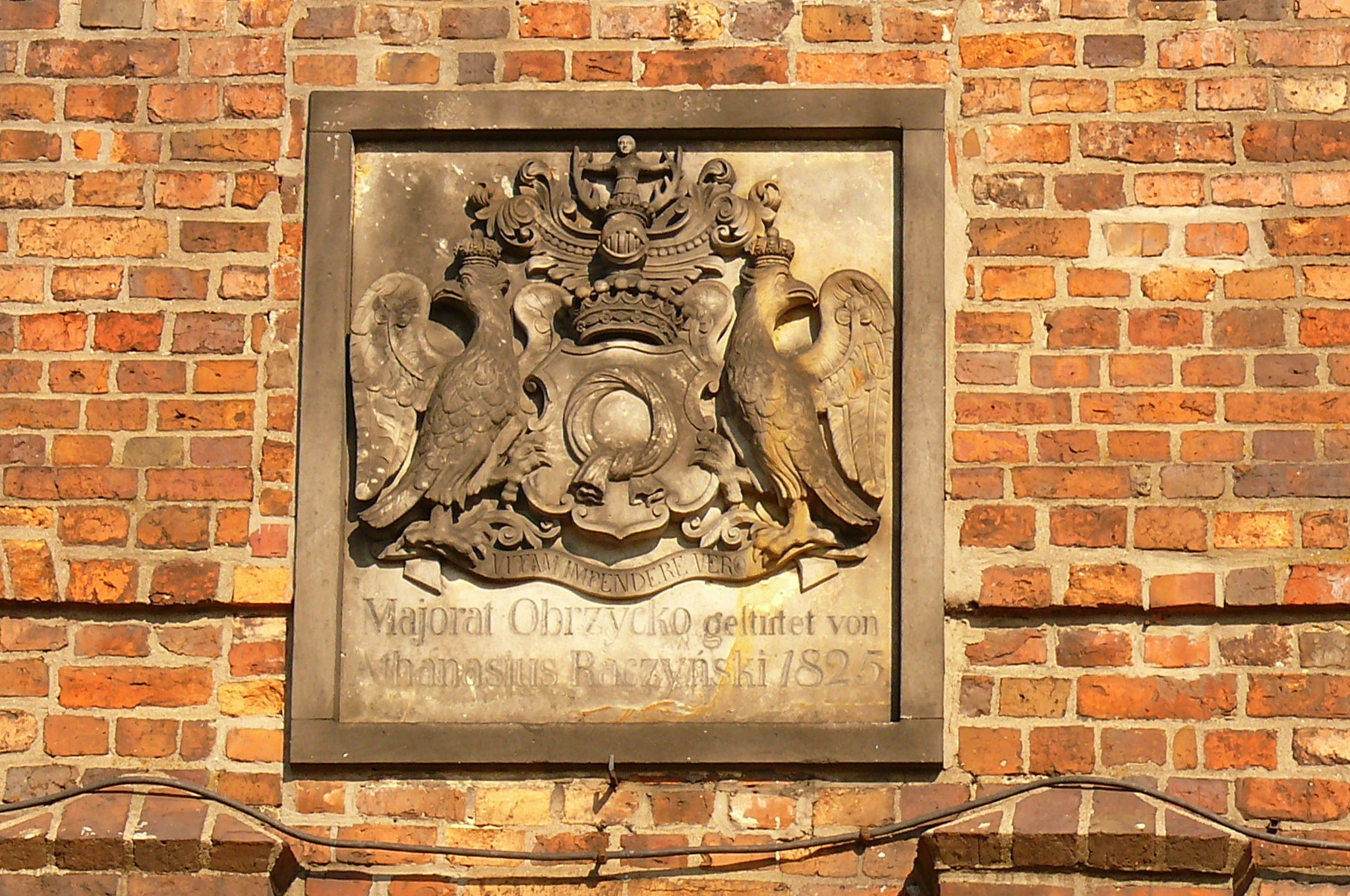
Herb Nałęcz założyciela ordynacji, i herb tejże na ścianie ratusza w Obrzycku, ufundowany z okazji jej powołania

Ordynacja Obrzycka Raczyńskich – ordynacja rodowa na dobrach w okolicach Obrzycka założona w 1825 przez hrabiego Atanazego Raczyńskiego. Obejmowała nieco ponad 10 000 ha., a jej siedzibą był pałac w Gaju Małym. Ordynaci byli także na mocy posiadania ordynacji członkami Pruskiej Izby Panów. Po 1920 roku państwo polskie rozparcelowało w wyniku reformy rolnej ponad 1000 ha, a kolejne 264 wyłączono na posag córki ordynata. Ordynacja istniała formalnie do 1945 roku, gdy zlikwidowała ją reforma rolna.

## Sprawa sukcesji ordynacji
Według pierwotnego statutu dziedzicami ordynacji mieli być w pierwszej kolejności męscy potomkowie hrabiego Atanazego, następnie potomkowie męscy jego brata Edwarda Raczyńskiego (1786–1845), a trzeciej kolejności przedstawiciele linii Kurlandzkiej i ewangelickiej. Jednak perypetie matrymonialne hrabiego Rogera Maurycego Raczyńskiego (1820–1864) i jego potomstwa na tyle zirytowały I ordynata na Obrzycku, że ten formalnie wydziedziczył bratanka i jego potomstwo, a ordynację przekazał swojemu kuzynowi z linii kurlandzkiej Zygmuntowi. Na takie rozwiązanie przystał cesarz Wilhelm II Hohenzollern, który nowemu ordynatowi nadał w 1905 roku dziedziczny tytuł hrabiego.
Kolejni ordynacji na Obrzycku, choć byli wyznania ewangelickiego, a ponadto uważali się za Niemców, utrzymywali wzorowe stosunki z okoliczna polską ludnością i polskim ziemiaństwem.

## Ordynaci
- Atanazy Raczyński (1788–1874), założyciel i I ordynat na Obrzycku
- Karol Raczyński (1817–1899), syn poprzedniego, II ordynat na Obrzycku
- Zygmunt Raczyński (1861–1937), daleki kuzyn, III ordynat na Obrzycku
- Zygmunt Raczyński (1901–1980), syn poprzedniego, IV ordynat na Obrzycku